# Abbaye Notre-Dame de Prières de Billiers
Pour les articles homonymes, voir Abbaye Notre-Dame.
L'abbaye Notre-Dame de Prières est une ancienne et importante abbaye cistercienne située sur la commune de Billiers, dans le département du Morbihan. Selon Bertrand d'Argentré, son nom proviendrait des prières et des messes qu'on y offrait pour les naufragés. Depuis sa fondation au XIIIe siècle, jusqu'à la disparition de la communauté religieuse en 1790, l'abbaye a connu des périodes de gloire ou de ferveur, comme des épisodes de relâchement et de déclin. Il n'en demeure aujourd'hui que des vestiges.
Les marais déserts, proches de l'océan conviennent aux cisterciens, ou « moines blancs », qui souhaitent être en retrait de la société. Fille de l'abbaye de Buzay, la fortune de l'abbaye est liée, dans les premiers siècles de son existence, à sa proximité avec les ducs de Bretagne, qui en sont les fondateurs et les principaux bienfaiteurs. Elle acquiert alors une puissance foncière qui lui assure de larges revenus.
Spoliée par ses abbés commendataires au XVIe siècle, elle retrouve la régularité au siècle suivant et devient un centre d'impulsion de la réforme de l'ordre de Cîteaux en diffusant la stricte observance en lien avec l'abbé de Rancé et la Trappe. La reconstruction de l'église et des bâtiments conventuels aux XVIIe et XVIIIe siècles témoignent de sa prospérité. Cependant, comme beaucoup de ses sœurs, elle peine à recruter et ses édifices sont trop vastes pour les quelques moines qui l'habitent.
Elle est vendue comme bien national sous la Révolution française, utilisée comme caserne puis comme carrière de pierres, tandis que ses œuvres d'art et sa bibliothèque sont dispersées. Son nouveau propriétaire au XIXe siècle ne parvient à préserver qu'une petite partie des bâtiments, qui abritent aujourd'hui un centre de réinsertion.

## Histoire

### Fondation tardive (XIIIesiècle)
Présents en Bretagne dès 1130, à Bégard, les cisterciens y ont fondé une douzaine d'abbayes. La fondation de l'abbaye de Prières est contemporaine de celle de l'abbaye de la Joie Notre-Dame, réservée aux moniales sur l'initiative de la duchesse Blanche de Navarre.

### Fondation des ducs de Bretagne
La fondation de la nouvelle abbaye semble avoir été envisagée dès 1248 ; cependant, les moines ne s'y installent qu'en 1252.
Jean Ier, dit le Roux, duc de Bretagne fait détruire le prieuré de Coëtlan devenu Saint-Pabu afin de réunir les terres de celui-ci dans celles de son château de Suscinio. Pour se racheter, il décide de fonder une nouvelle maison. Il obtient de Cadioc, évêque de Vannes, et malgré ses relations tendues avec celui-ci, une lettre d'approbation datée du 6 janvier 1251 et destinée au chapitre général de l'ordre de Cîteaux envoyée depuis sa résidence de campagne de Conleau. Jean Ier s'adresse aussi à Innocent IV qui, en avril, demande à Cadioc d'accepter la fondation. Commence alors la construction des bâtiments, aux frais du duc, qui sont jugés conformes à la vie cistercienne par les visiteurs de l'ordre le 1er juillet 1252. Le 31 octobre, les moines venus de Buzay s'installent sous la direction de l'abbé Geoffroy.
Quelques jours après l'arrivée des moines, le duc octroie sa charte de dotation. Les biens donnés à l'abbaye sont pour la plupart rachetés par le duc à des seigneurs locaux :
- Les seigneuries foncières de Bagan, où est établie l'abbaye[4], de Bréhondec (Bréhaudan dans la charte) et de Duen[5] et la terre de Laud.
- Les moulins situés sur l'étier de Billiers, à proximité du bourg,
- Les droits sur le passage de la Vilaine entre la Roche-Bernard et Guédas en Marzan,
- Des vignes, l'une située à Lenclis en Guérande, l'autre en Anjou, près du Port-Thibaud,
- Une partie des salines de Guérande[6].

Sur ces possessions, l'abbaye est titulaire des droits de haute, moyenne et basse justice et perçoit les droits et redevances seigneuriales.
L'ensemble des privilèges de l'abbaye est confirmé par une bulle solennelle d'Innocent IV datée du 28 mai 1254. Le pape accorde tous les privilèges d'exemption et d'immunité ecclésiastique que ses prédécesseurs ont reconnus aux abbayes de l'ordre de Cîteaux au cours du XIIe siècle. L'abbaye de Prières est déliée de toute obédience envers la juridiction de l'évêque de Vannes et n'est pas assujettie à la dîme.

### Seigneurie ecclésiastique
Au XIIIe siècle, le domaine temporel de l'abbaye s'accroît avec l'aide du duc de Bretagne qui lui accorde sur les forêts qu'il fait défricher des dîmes à Sarzeau, Rhuys, Arzon et Liffré  avec le droit de recevoir de nouvelles dîmes lors des défrichements ultérieurs sur toutes les forêts du domaine ducal. Il la dote de rentes sur les revenus de Muzillac.
Des seigneurs locaux font aussi des dons à l'abbaye : en 1253, Barthélémy de Questembert fonde une chapellenie et la dote de revenus situés en Elven ; en 1270, Philippe de l'Ile fait don de la terre de Pellemain en Marzan. L'abbaye bénéficie de dons, achète, échange des droits et des terres à Ambon, Pénerf, Caden, Sulniac, Herbignac, Rezé et Nantes. Toutefois, les rapports avec les seigneurs locaux sont parfois conflictuels : en 1274, Eudon de la Roche-Bernard, qui revendique une partie des droits de péage, fait détruire les barques de l'abbaye qui servent à passer la Vilaine. Un accord est conclu et Eudon s'engage à remettre les malfaiteurs à l'abbé Rivallon pour qu'ils soient jugés par sa cour.

#### Liens avec la famille ducale
Par dérogation à la règle cistercienne, le pape Alexandre IV, accorde à la duchesse Blanche de Navarre, qui a largement contribué à la fondation de l'abbaye, le droit d'y entrer avec dix de ses dames. En 1270, son époux, Jean Ier y est accueilli, avec son fils, lors de son départ pour la croisade. En 1306, Even, abbé de Prières, est exécuteur testamentaire du duc Jean II. Surtout, l'abbaye sert de sépulture à la famille ducale. Son fondateur, Jean Ier, y est inhumé en 1286. 1328, la duchesse Isabelle de Castille est enterrée dans le chœur.
L'abbaye semble avoir traversé sans trop d'encombres la guerre de succession de Bretagne. L'abbé, Guillaume Elen, parvient à se faire payer les rentes sur le domaine ducal aussi bien par Charles de Blois que par les Monfort. Son successeur, Henri le Barbu, devient évêque de Vannes et chancelier du duc Jean IV. Sans doute est-ce ce qui explique le transfert du corps de Jeanne Holland, seconde épouse du duc, morte en 1383, à Prières pour y être inhumé dans l'église. La famille de Monfort ne délaisse pas l'abbaye fondée par ses prédécesseurs.
En 1715, lors de la construction d'une nouvelle église, le tombeau qui recueille les sépultures d'Isabelle de Castille et de Jeanne Holland, est détruit. En 1726, les ossements d'Isabelle et ceux de Jean Ier sont placés dans un cercueil de pierre et déposés dans la nouvelle église. Après la révolution de 1789 et le départ des derniers moines, l'abbaye tombe en ruines. En 1841, les restes du sarcophage contenant les ossements de la duchesse et du duc sont retrouvés dans les décombres de l'abbatiale et sont ré-inhumés dans une chapelle reconstruite à partir d'une petite partie de l'église.

### Puissance et rayonnement (XIVe–XVesiècles)
Les sources ont tendance à privilégier les aspects matériels mais renseignent assez peu sur les moines et la vie de la communauté.
Malgré ses qualités personnelles, le dixième abbé de Prières, Henri Le Barbu, rompt avec la rigueur cistercienne. Entré dès 1378 dans l'obédience du pape d'Avignon, il devient nonce en Bretagne en 1380, évêque de Vannes en 1383, puis chancelier du duc Jean IV. Il meurt à Nantes en 1419.

### Commende
L'abbaye tombe sous le régime de la commende en 1499, lorsque le pape Alexandre VI impose le notaire Charles de Hangest contre l'élu des moines, le frère Raymond Le Verrier, bien que celui-ci ait été confirmé par l'abbé de Clairvaux. Mais, en 1606, le prieur, Bernard Carpentier, (mort en 1647) dirige la réforme qui remet l'abbaye sous un gouvernement régulier.
Vers 1692, l'un des moines les plus illustres est dom Paul-Yves Pezron, docteur en théologie, historien, chronologiste et linguiste du breton.

## Description
L'abbaye primitive rassemblait une église abbatiale de style gothique, à trois nefs, flanquée au sud par les bâtiments conventuels qui entouraient le cloître. Au premier étage de ceux-ci, une bibliothèque avait été aménagée. D'autres constructions, non attenantes, abritaient l'hôtellerie, les granges, le four, la forge. L'abbatiale abritait plusieurs tombeaux ducaux ainsi que ceux des abhés.
Au XVIe siècle, cet ensemble est délabré. Le 17 juillet 1553, les commissaires de la sénéchaussée de Vannes dressent un inventaire éloquent à la suite de la mort de l'abbé commendataire. Une grande partie des bâtiments qui entouraient le cloître est effondrée : de la cuisine il ne reste qu'une cheminée, la charpente est tombée dans le grand réfectoire au sud. Dans la seule aile encore habitable, le toit du dortoir, au premier étage est à refaire. Le clocher de l'abbatiale menace de tomber et ses murs sont lézardés.
Aujourd'hui, il ne reste pratiquement rien des anciens bâtiments de l'abbaye reconstruite aux XVIIe et XVIIIe siècles. Les ruines ont été rachetées au XIXe siècle par M. le Masne qui a sauvegardé une petite partie de l'abbatiale de 1726 qui est transformée en chapelle.